# Bennaria fennahi
Bennaria fennahi är en insektsart som beskrevs av Nast 1950. Bennaria fennahi ingår i släktet Bennaria och familjen kilstritar. Inga underarter finns listade i Catalogue of Life.